# Mark Kelly (astronauta)
Mark Edward Kelly (Orange, Nova Jersey, 21 de febrer de 1964) és un astronauta nord-americà de la NASA. Està casat amb l'ex congressista demòcrata Gabrielle Giffords, tirotejada a la matança d'Arizona el 8 de gener 2011.

## Missions
- STS-108
- STS-121
- STS-124